# 2gether (chanson de New Power Generation)
Pour les articles homonymes, voir 2gether.
Singles de New Power Generation
Get Wild
(1995)
2gether est une chanson extraite de l'album Gold Nigga (en) du groupe New Power Generation. La chanson a d'abord été publiée sous forme de remix sur un maxi pour promouvoir l'album, qui sort en 1993. Le single a ensuite été ajouté à la compilation 1-800-NEW-FUNK de Prince en 1994, qu'il est aujourd'hui assez difficile de se procurer. L'album n'est actuellement plus distribué.